# 安東尼·瓦卡雷洛
安東尼·瓦卡雷洛（英語：Anthony Vaccarello，1982年1月18日—），是一位比利時裔意大利时装设计师，目前担任聖羅蘭的创意总监。在此之前，他曾担任Versus Versace的创意总监，并推出了自己的同名系列。

## 早年生活和教育
瓦卡雷洛於1982年1月18日出生在比利時布魯塞爾。他是意大利父母的獨生子；他的父親是一位卡通吉索製造商，他的母親是一名辦公室職員。
瓦卡雷洛完成了一年的法學院學習，然後於2000年進入La Cambre學習雕塑。他在同一地點轉學到時尚課程，並於2006年以優異的成績畢業。受到川久保玲和阿澤丁·阿萊亞的啟發，他改變了在學校的學習重點。他的畢業系列在法國南部耶爾的時裝節上展出。演講結束後，卡爾·拉格斐向他提供了芬迪皮草設計的職位。

## 職業生涯
瓦卡雷洛曾在芬迪在卡爾·拉格斐領導下工作了兩年，專門從事皮草設計。他於2009年1月回到巴黎，並首次推出了以他自己名字命名的成衣系列，在巴黎的高級時裝店Maria Luisa的櫥窗中展示了五套款式。該系列贏得了2011年ANDAM獎。波蘭模特安嘉·魯貝克曾身穿同一系列的暴露式白色Vaccarello連衣裙出席2012年的大都會藝術博物館慈善晚宴。他還在一次晚宴上認識了法國模特露·杜瓦隆，後者成為了他拍攝的造型手冊的模特。
截至2014年9月，瓦卡雷洛正在為Versus Versace設計一個特別系列。他最初是作為顧問加入Versace的，自2015年起擔任創意總監。他繼續為Versus創作多個系列，直到2016年4月宣布他被任命為巴黎圣羅蘭的創意總監。在他擔任聖羅蘭創意設計師的第一年裡，公司的收入比2016年增長了25.3%。
2024年2月，安東尼·瓦卡雷洛以旗下圣罗兰制片公司名义参与电影《埃米莉亚·佩雷斯》制片，负责电影戏服的设计制造。

## 個人生活
他与安嘉·魯貝克是亲密的朋友，她同意参加他的2012秋冬时装秀。
瓦卡雷洛的丈夫Arnaud Michaux与他一同在YSL工作室工作。在2021年春天，这对夫妇在他的Instagram帐户上宣布他们迎来了一个孩子，名叫盧卡。

## 榮譽
2011年7月，他獲得了ANDAM時尚獎，獎金20萬歐元。